# Jœuf
Jœuf é uma comuna francesa do departamento de Meurthe-et-Moselle, É uma das três cidades-centros da unidade urbana de Jœuf. 
Mesmo não tendo um clube de futebol na cidade, é berço do ex-futebolista e atual presidente da UEFA Michel Platini, meio-campista que teve grande destaque na década de 1980, jogando pela Juventus e pela França, considerado um dos maiores jogadores franceses de todos os tempos.